# Blethisa julii
Blethisa julii är en skalbaggsart som beskrevs av Leconte 1863. Blethisa julii ingår i släktet Blethisa och familjen jordlöpare. Inga underarter finns listade i Catalogue of Life.